# 中距離電車
中距離電車（ちゅうきょりでんしゃ）または中距離列車（ちゅうきょりれっしゃ）とは、電車区間を走る電車列車より、長い距離を走る列車のことを指す。
本稿では、その由来やそれを俗称として使用している電車などについて記述、また、以下は電車を中心に記述するため表記は“中距離電車”とする。

## 概要
中距離電車という名称は、主に東日本旅客鉄道（JR東日本）東京地区で電車特定区間を越えて運転される普通列車・快速列車を指す俗称として使われている。この列車は「中電（ちゅうでん）」と略されたり、「M電（えむでん）」とも呼ばれることもある。

## 中距離電車の由来

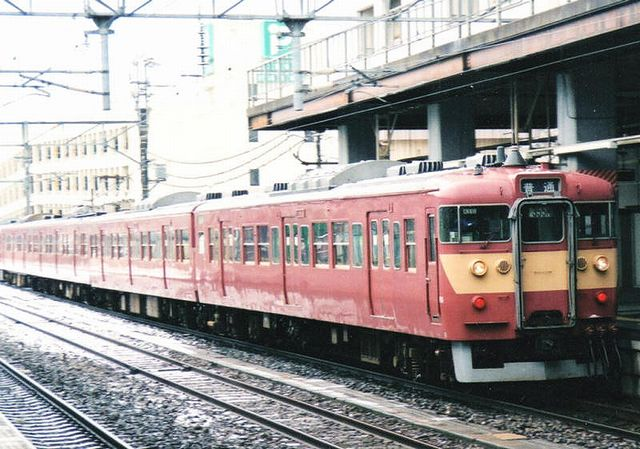
「赤電」と呼ばれた国鉄415系電車

中距離電車という名称の由来は、常磐線の取手行きの快速電車（通勤形車両を使用）と、土浦・水戸方面への普通列車（近郊形車両を使用）が同一線路に混在するため、それを区別するために呼ばれたことである。同じような現象として、かつての中央本線の東京口も急行電車（のちの快速電車・特別快速電車）と普通列車が同一線路を走行し、停車駅も普通列車のほうが少なかった（新宿 - 高尾間では立川と八王子のみ停車）こともあった。一般的には「中距離電車」を略した「中電」または「M電」と呼ばれた。また、常磐線では、中距離電車の車体色から「赤電」と呼ばれた時期もあった。

## 「中距離電車」の案内、表記

運転系統図

本節では、「中距離電車」という名称を使った案内、表記を記述する。なお、「各旅客鉄道会社」についてはJR（旧・国鉄）のみを記述、それ以外の大手私鉄は、路線総延長距離や各々の個別路線延長距離がJRより短く、各会社の公式資料などでも本稿の名称は使用されていないため、省略する。

### 各旅客鉄道会社
鉄道各社における「中距離電車」の案内や、表記については、首都圏のJR東日本の電車特定区間では、運転系統を指す路線名か快速列車として案内されるため、実際に「中距離電車」の案内やそれを駅で表記されることはない。ただし、JR東日本の公表資料では、常磐線東京口の列車に表記されている。かつて中央本線の東京口でも常磐線と同じような現象だったが、案内は「普通列車」であった。その他の線区での中距離電車に該当する電車列車は、東海道本線では1950年（昭和25年）3月1日の80系電車投入以降の湘南電車、宇都宮線（東北本線）及び高崎線では、東北・奥羽方面及び上信越・羽越方面の長距離列車に対し、近郊形電車（115系など）を使用した列車、横須賀線や総武本線では1980年（昭和55年）10月1日からの「SM分離」前後の快速電車などであるが、それらについても「普通電車（中距離電車）」なとどは案内されることはなく、公式資料においてもその表記はない。
また、この名称のはっきりとした定義は、各線区毎で距離や運用車両などが区々であるため、特段にはされておらず、他のJR各社では首都圏とは異なり、近距離電車と中距離電車の区別はされていない。

### 書籍やWebページなど
書籍やWebページなどでの「中距離電車」の記述表記は、『鉄道ジャーナル』 では、1985年12月号P.28、2015年1月号P.27「写真で見る アーバンネットワークの快速電車」、P65「首都圏JR各線の快速電車」に、『鉄道ファン』では、2006年1月号p.38〜p.51、『鉄道ピクトリアル』では、2006年11月号P.54、2018年3月P.10などで、それぞれ記述表記されている。また、Webページでは、『乗りものニュース』2014年10月20日掲載記事や『東洋経済オンライン』2018年1月22日掲載記事に、その記述表記がある。

## 中距離電車に該当するとされる車両
本節では、中距離電車として該当するとされる車両を「国鉄時代」、「JR東日本」、「JR西日本」の小節に分けて記述する。なお、他のJR各社においては、前述の通り区別されていないため、省略する。

### 国鉄時代
国鉄時代から電車特定区間を越えて運転される電車には、東海道本線等の直流区間で使用された80系や横須賀線などで使用された70系などの旧型電車や、新性能電車として製作された両開き扉を車両の両側3か所に配置し・セミクロスシートを備える、いわゆる近郊形車両が投入され、その代表的な車両形式は111・113系や115系、ステンレス製の211系、常磐線の交流区間まで乗り入れるため使用された401・403系、415系などである。ただし、常磐線や中央本線では使用車両に俗称として付けられていたが、それ以外の路線では特にその俗称は付けられていない。

### JR東日本
JR東日本では、1991年に「価格半分」、「寿命半分」をコンセプトにした車両を開発し試作車の901系とその量産形の209系を製作、209系を基本に近郊形電車区分のE217系を製作、その後E231系で初めて普通列車用電車の区分において通勤形と近郊形の形式上の区別を廃止し、首都圏向けにおいてはドア数も4扉に統一するとともに「一般形電車」として形式・区分を統一した。E231系とE233系では通勤タイプと近郊タイプがあり、運用上の区別がされているほか、2005年には交直流バージョンとしてE531系を常磐線に導入した。また、2020年には、E217系の置き換え用としてE235系1000番台を横須賀・総武快速線に導入した。なお、JR東日本の公式資料において、それに該当する車両として付けられているのはE531系のみである。2025年3月からは中央快速線にもグリーン車が連結され、横須賀・総武快速線と同等の車両・サービスになった。

### JR西日本
西日本旅客鉄道（JR西日本）の電車特定区間においては、通勤形電車が走行する区間では「快速」として運転されていて、通勤形電車を使用する各駅停車との緩急接続が図られている。京都・大阪・神戸の3大都市を結ぶ東海道・山陽本線は、戦前から電車が運行され、また各駅停車のほかに速達列車として急行（後の快速）が運転されてきた。戦後になって電化区間の拡大により京都駅以東や西明石駅以西にも電車運転が行われるようになると、京都駅 - 西明石駅間の快速が延長運転されるようになり、中距離電車としての性格も併せ持つようになった。やがて快速の停車駅の増加に伴い、京阪神の連絡の面ではサービスが低下し、また上記の区間外では各駅停車のために時間を要するようになったため、さらに停車駅を少なくして速達性を高めた新快速が運転されるようになった。新快速の車両は当初、新幹線の延伸による急行列車の廃止に伴って捻出された153系が使用されていたが、並行私鉄の車両に対して見劣りしていたことと車両自体の老朽化のため、のちに転換クロスシートを備えた117系が投入されるようになった。JR西日本発足後は、221系・223系・225系といった車両が次々と投入され、快速運転区間の拡大、新快速や快速の増発を行っている。2023年3月26日現在、東海道・山陽本線系統の快速列車は、西は播州赤穂駅・上郡駅まで、東は米原駅を越えて、快速が近江塩津駅、新快速が福井県に乗り入れて敦賀駅まで運転されている。なお、JR西日本の公式資料ではその表記はないが、一部書籍にてその表記がある。